# Yukikaze (аниме)
Yukikaze (яп. 戦闘妖精雪風 Сэнто: Ё:сэи Юкикадзэ, букв. Боевая фея Юкикадзэ или Боевая фея Вьюга) — научно-фантастический пятисерийный аниме-сериал, произведенный студиями Gonzo и Bandai Visual. Серии выходили с 25 августа 2002 по 26 августа 2005 года в формате OVA. Выпуск аниме приурочен к 20-летию Bandai Visual. Позже сериал был показан по каналу Animax. Сюжет основан на одноимённой серии рассказов Тёхэя Камбаяси, опубликованных в журнале S-F Magazine с 1979 по 1983 годы, в 1984 году появившихся в сборнике Battle Fairy Yukikaze и в 1985 году удостоенных премии «Сэйун» как лучшая длительная работа. Продолжение Good Luck, Yukikaze выпускалось в 1999—2001 годах, позже лицензировано в США компанией Viz Media. С 2002 по 2011 годы нерегулярно издавался перезапуск The Unbroken Arrow. В 2022 году вышел Aggressors, Yukikaze, в 2025 году — Insights, Yukikaze.
7 августа 2003 года компанией Aquasystem была выпущена игра в жанре шутера — Sentou Yousei Yukikaze: Yousei no Mau Sora для Xbox.
24 февраля 2005 года вышло односерийное OVA Fighting Fantasy Girl Rescue Me: Mave-chan (яп. 戦闘妖精少女 たすけて！メイヴちゃん Сэнто: Ё:сэй Сё:дзё Тасукэтэ! Мавэ-тян), представляющее собой комедийное ответвление сюжета.
Yukikaze дважды — в 2003 и 2006 годах — получало Tokyo Anime Award как «Лучшее OVA».

## Сюжет
Ближайшее будущее. За пару десятилетий до событий аниме на Землю через портал измерений над Антарктикой вторглись инопланетные силы, известные как JAM. ООН сумела организовать оборону и отбросить захватчиков назад на другую сторону портала к планете, известной как «Фея» (англ. Fairy) среди людей, но битва на этом не закончилась.
Главный герой истории Рэй Фукаи пилотирует истребитель Super Sylph B-503 под позывным Yukikaze. Его самолёт снабжён искусственным интеллектом и принадлежит специальным воздушным войскам (англ. Special Air Force [SAF]), стратегическому разведывательному крылу воздушных сил Феи (англ. Fairy Air Force [FAF]).
Фактически это история о единении человека и машины, лишь когда у Рэя получается достичь этого и научиться доверять «Вьюге», он смог открыть самую главную тайну «Феи» и спасти своих товарищей.
Данное аниме отличается от подобной продукции весьма реалистично изображённой боевой техникой, правдоподобно реализованной с технической стороны, в особенности, например, летающий авианосец «Баньши-3».

## Роли озвучивали
| Актёр           | Роль                             |
| --------------- | -------------------------------- |
| Масато Сакаи    | второй лейтенант Рэй Фукаи       |
| Дзёдзи Наката   | майор Джеймс «Джек» Бухар        |
| Ёко Асагами     | бригадный генерал Лидия Кулей    |
| Михо Ямада      | капитан Эдит Фосс                |
| Такуя Киримото  | второй лейтенант Ричард Бургадиш |
| Масако Икэда    | Линн Джексон                     |
| Хотю Оцука      | Карл Гуноу                       |
| Кадзуки Яо      | капитан Томагавк «Том» Джон      |
| Такая Хаси      | полковник Энсел Ромберт          |
| Кацуми Тё       | майор Хироси Ядзава              |
| Ацуко Танака    | Марни                            |
| Киёмицу Мидзути | Гэлвин Мейл                      |
| Нориаки Сугияма | Ито                              |

## Список серий
| # | Название   | Дата выхода     |
| - | ---------- | --------------- |
| 1 | Операция 1 | 25 августа 2002 |
| 2 | Операция 2 | 25 февраля 2003 |
| 3 | Операция 3 | 22 августа 2003 |
| 4 | Операция 4 | 23 апреля 2004  |
| 5 | Операция 5 | 26 августа 2005 |

## Музыка
| №   | Название                      | Длительность |
| --- | ----------------------------- | ------------ |
| 1.  | «Lynn Jackson»                | 3:43         |
| 2.  | «Theme of Rei ~ Prologue»     | 0:38         |
| 3.  | «Theme of Rei»                | 2:51         |
| 4.  | «Forest of Antenna»           | 4:06         |
| 5.  | «Suspicion»                   | 3:27         |
| 6.  | «Light Trap»                  | 3:59         |
| 7.  | «Theme of Rei ~ Congestion»   | 3:03         |
| 8.  | «Into the Deep»               | 3:45         |
| 9.  | «Adrenalin»                   | 3:28         |
| 10. | «Web»                         | 4:36         |
| 11. | «Monologue and Stimulation»   | 3:14         |
| 12. | «Fairy»                       | 2:56         |
| 13. | «Ready to Fight»              | 2:41         |
| 14. | «Theme of Rei ~ Piano Ballad» | 3:15         |
| 15. | «Tail Spin»                   | 3:27         |

Все композиции аранжированы и исполнены The Kani (Догэн Сионо — бас, программирование; Сатоси Мисиба — фортепиано, клавиши). Музыка написана ими же, кроме 2—3, 7, 14 — Clara. Дзюнко Хиротани — скэт. Запись и сведение на On Air Azabu Studio — Хиронобу Асано. Мастеринг — Сигэо Миямото. Продюсеры — Юко Сакураи (Victor Entertainment) и Киёси Сугияма (Bandai Visual).
Поскольку сериал показывался с перерывами в течение 3 лет, то саундтрек выходил по частям. Второй добавили ограниченным тиражом в комплект к пятому японскому DVD.
| №  | Название                                | Длительность |
| -- | --------------------------------------- | ------------ |
| 1. | «Engage»                                | 2:58         |
| 2. | «Starlight»                             | 3:41         |
| 3. | «The Fear»                              | 3:03         |
| 4. | «Monologue with Encouragement Abridged» | 2:23         |
| 5. | «Electronic Battle»                     | 3:10         |
| 6. | «Scene～Ansel Rombert»                  | 2:06         |
| 7. | «Scene～James Bukhar»                   | 2:41         |
| 8. | «Apotheosis ~ Finale»                   | 7:30         |

Музыка: Clara (1—2, 7), Сатоси Мисиба (4), Догэн Сионо (5), Сатоси Мисиба и Clara (3, 8). Аранжировка совместная. The Kani (Догэн Сионо — бас, программирование; Сатоси Мисиба — фортепиано, клавиши). Синтезатор и гитарная аранжировка — Clara (The Kintsuru). Запись и сведение — Такаси Сасаки (The Kintsuru).
Начальная композиция:
1. Engage в исполнении Clara

Завершающая композиция:
1. RTB в исполнении Хироси «Месье» Камаяцу издавалась отдельно на макси-сингле[20][21].

## Выпуск на видео

Американское издание

Yukikaze сначала выходил от Bandai Visual на 5 DVD в 2002—2005 годах, по одной серии на диск. Дополнительно продавался Fairy Air Force at War с буклетом, на этом DVD были два документальных фильма: в первом речь шла о летающей технике в аниме с тактико-техническими характеристиками, во втором об истории создания модели самолёта, записи звука и особенностях анимации, с комментариями специалиста и съёмками базы японских ВВС. В США и Канаде Bandai Entertainment уместила издание на трёх дисках, они поступили в 2004—2006 годах. В отличие от японских, носивших оригинальное название «Операция», первый именовался «Опасная зона».
Формат — 1,33:1 (4:3), звук — стерео 2.0, Dolby Digital 5.1 и DTS Digital Surround. Английские субтитры официальные. Пятиканальное звучание слушается отлично. Это особенно заметно, когда запускаются ракеты и гремят самолёты. Но самое приятное то, что во время многочисленных действий нет перехода на моно или стерео дорожку. Полная звуковая сцена используется на протяжении всего сериала. Качество впечатляющее. Диски подходят для демонстрации звуковой системы. Видео также является исключительным (футуристический дизайн самолётов, воздушные бои, небо, конденсационный след). Эффекты CGI идеально сочетаются с традиционной анимацией, создавая удивительный мир. Линии ясные и чёткие, нет алиасинга, от которого страдает достаточно анимации. Используется интересная цветовая палитра, в основном зелёная и серая. Многие сцены тёмные, некоторые детали трудно различить. Дополнительные материалы включали получасовой документальный фильм о создании OVA (режиссёр и аниматоры совершали экскурсию по авиабазе Комацу, затем работали на компьютере, далее записывали голоса актёров, в последней части шёл рассказ автора произведения), брифинг миссий, глоссарий, технические характеристики Yukikaze, трейлеры Infinite Ryvius, Witch Hunter Robin и s-CRY-ed. Причём, они были только на первом американском диске, оставшиеся два оказались лишены их.
В 2008 году Bandai Visual выпустила сериал на 3 Blu-ray в США и Японии. К ним прилагался 20-страничный буклет, где присутствовали интервью с режиссёром, а также рисунки. Переиздание «стандартная версия» появилось в 2012 году. Однако 1080i является результатом апскейлинга. Аниме было создано в 480p. Видео сжато в H.264. Постеризация, которая видна на некоторых кадрах неба, более плавная и менее заметная, а детали чуть лучше различимы в тёмных областях. Поскольку есть много быстрых движений и самолёты пересекают экран камеры за доли секунды, они выглядят сглаженными по сравнению с DVD. Единственное, что улучшено наверняка, это звук Dolby TrueHD 5.1 без потерь. Дополнительные материалы: пятиминутный трейлер «Экспериментальный фильм Yukikaze» и получасовое интервью с бывшим лётчиком-истребителем, который объясняет, как сериал относится к сверхзвуковому полёту и как некоторые моменты работают в реальной жизни.
OVA Fighting Fantasy Girl Rescue Me: Mave-chan была выпущена Bandai Visual на DVD в Японии в 2005 году (лимитированное издание включало также фигурку девушки, сингл и буклет на 8 страницах) и Bandai Entertainment в США в 2007 году в анаморфированном формате 1,85:1 и со звуком Dolby Digital стерео.
В 2018 году сервис Tubi TV добавил Yukikaze и Fighting Fantasy Girl Rescue Me: Mave-Chan в свой каталог.

## Отзывы и критика
В 2013 году Warner Bros. приобрела права на серию романов Камбаяси и объявила о планах снять фильм Yukikaze, где главную роль должен был сыграть Том Круз, сценаристом выступал Дэн Мазо («Гнев титанов»), а продюсерами были Эрвин Стофф, Том Лассалли («Грань будущего») и Джейсон Хоффс (Viz Media). Японский издатель Hayakawa Publishing подтвердил переговоры об адаптации, но остальное комментировать отказался. Дальнейшая судьба проекта неизвестна.
Зак Бертши из Anime News Network отметил, что Yukikaze рекламировался с первого дня как потрясающий юбилейный проект 20-летия Bandai. В итоге, удивительная анимация, которой все должны восхищаться, — это куча истребителей, летающих вокруг и стреляющих друг в друга. Можно выйти на улицу и увидеть самолёты, поэтому не стоит поражаться «реалистичными» видами компьютерной графики. Сериал ужасно серьёзный, и это довольно скучно. Большая часть эпизодов посвящена отношениям между капризным пилотом Рэем и его давним «другом» майором Бухаром, хотя те не являются особенно близкими. Сюжет движется медленно, между действиями есть длинные паузы. Тайный и запутанный метод повествования больше расстраивает, чем развлекает, и уравновешенный темп пускает всё на самотёк. Gonzo потратили много денег на прекрасную анимацию полётов и спецэффекты, однако непонятно, почему они выбрали этот материал. Кажется, в студии есть художественная библия, которая диктует, как должны выглядеть военные персонажи, что засвидетельствуют «Солдаты будущего». Озвучивание мрачное, многие актёры не стараются, голоса монотонные. Аниме заставит дремать зрителей, если они не поклонники истребителей или не влюблены в каждую минуту «Макросса» и не могут дождаться выхода Macross Zero.
Джонатан Клементс и Хелен Маккарти в энциклопедии написали, что в идеологическом смысле JAM напоминает Gunbuster — раса машин считает людей паразитами, укравшими Землю у её законных владельцев. Это ставит Yukikaze в интересную дилемму, поскольку у него на самом деле больше общего с врагом, c которым он сражается до победы. Так же, как Сёдзи Кавамори для «Макросс Плюс», команда разрабатывала свою технологию истребителей, посещая базу ВВС Комацу, поэтому меха являются современными. Название отсылает к японскому эсминцу «Юкикадзэ». Сериал наполнен страстью к фильму «Лучший стрелок». Прекрасное ощущение атмосферы можно сравнить с «Последней субмариной» и Area 88. В 2005 году вышел американский боевик «Стелс», который похож на сборник Тёхэя Камбаяси 1984 года. Важную роль сыграл 20-летний юбилей Bandai Visual. Анимация самолётов удивительно реалистичная; OVA тратит слишком много времени на фетишизм воздушных сражений, которые могут показаться изнурёнными, чтобы быть похожими на боевые авиационные симуляторы. Yukikaze также произвёл странный спин-офф, одноразовое видео, основанное на рисунках дизайнера Икуто Ямаситы, где сюжет создан желаниями поклонников аниме, и девушки представляют те архетипы, что больше нравятся фанатам. Самая худшая опасность не от инопланетян, а от того, что делают отаку дома и за ужином — когда конвент подходит к концу, мир, созданный из коллективных мечтаний, рушится. Интригующая адаптация с чувством вины Key the Metal Idol эмоционально подходит к жестоким реалиям индустрии развлечений.
«АниМаг» подчеркнул, что Battle Fairy Yukikaze рассказывает про одержимость полётами, боями, небом и смертью. Обречённость главных героев — лейтенанта Фукаи и истребителя «Вьюга», чувствуется с первых кадров. Они настолько «вшиты» друг в друга, что совершенно не вписываются в привычный человеческий мир. При условии, можно ли назвать обычной войну с неизвестными инопланетянами на далёкой планете. С самого начала показана будничность происходящего. Дальность расстояний определяет отношение: земляне совершают экскурсии, чтобы посмотреть на купол (портал), а к войне относятся как к фантастическому роману. У военных это также обыденно и размеренно: выполнение заданий, полигон для отработки новых технологий, никаких мессианских настроений. Перед каждым вылетом майор Джек Бухар как заклинание произносит: «Возвращайтесь живыми любой ценой». Таким образом в будни «вплетается страшная мистическая нить — связь между человеком и боевой машиной». Одержимые друг другом, Рэй Фукаи и его истребитель невольно влияют на происходящие события, определяя действия и друзей, и врагов. Лейтенант «почти аутист, молчаливый, угрюмый», дистанцируется от человеческих отношений, пресекает любые попытки проникнуть в свой внутренний мир, «дилемма ежей» его не волнует. Товарищеские отношения сложились только с майором и «Вьюгой», последняя значит гораздо больше. Привязанность Джека Бухара к Фукаи настолько сильна, что он готов пожертвовать остальными пилотами и собой ради спасения друга. Фея играет важную роль: все трое (лётчик, самолёт и планета) созвучны между собой.
Роберт Грейвс определял настоящую поэзию по степени воздействия на человека, вплоть до физиологических реакций. С этой точки зрения в Yukikaze немало таких эпизодов, связанных с истребителями. Именно здесь раскрываются возможности 3D анимации: сцены боёв очень динамичны, красивы и эмоциональны. Самолёты могут взбунтоваться против человеческих приказов, самостоятельно принимать решения, быть союзниками или врагами. Зрителям даются намёки на то, что «Вьюга» — живое существо, «жестокий и чудовищный убийца». Разные персонажи озвучивают одну и ту же мысль, что «убить чудовище может только другое чудовище». В качестве врагов выступают не только JAM: показаны внутренние противоречия среди людей, интриги, борьба амбиций. Очень быстро выясняется, что мало кому можно доверять. Фактически, для Фукаи и «Вьюги» все являются врагами, так как мешают им быть вместе. Единственное, что он хочет — сесть в кабину истребителя и улететь в небо. «Вьюга» желает одного — смотреть на своего пилота стеклянным глазом камеры, ощущать его руки на штурвале. Когда внезапная смерть друга становится повседневностью, принятие человека таким, какой он есть — единственно возможная форма товарищества. Для поклонников творчества Станислава Лема финал не станет неожиданным. Yukikaze присущ странный ритм: размеренные, почти монотонные сцены сменяются экшен-эпизодами, при этом всё смотрится в сильном эмоциональном напряжении. Подобный способ повествования придаёт некую достоверность. История выходит далеко за рамки военной драмы, рассказа о фронтовом братстве, противостояния человека и инопланетного разума. «Возможно, это аниме — один из ответов на вопрос, есть ли у человечества шанс понять и ответить на попытки контакта другого», кем бы тот ни был.